# Transports en Slovaquie
Le transport en Slovaquie est dépendant de la topographie du pays et de la présence des Carpates sur une grande partie du territoire.

## Transport ferroviaire

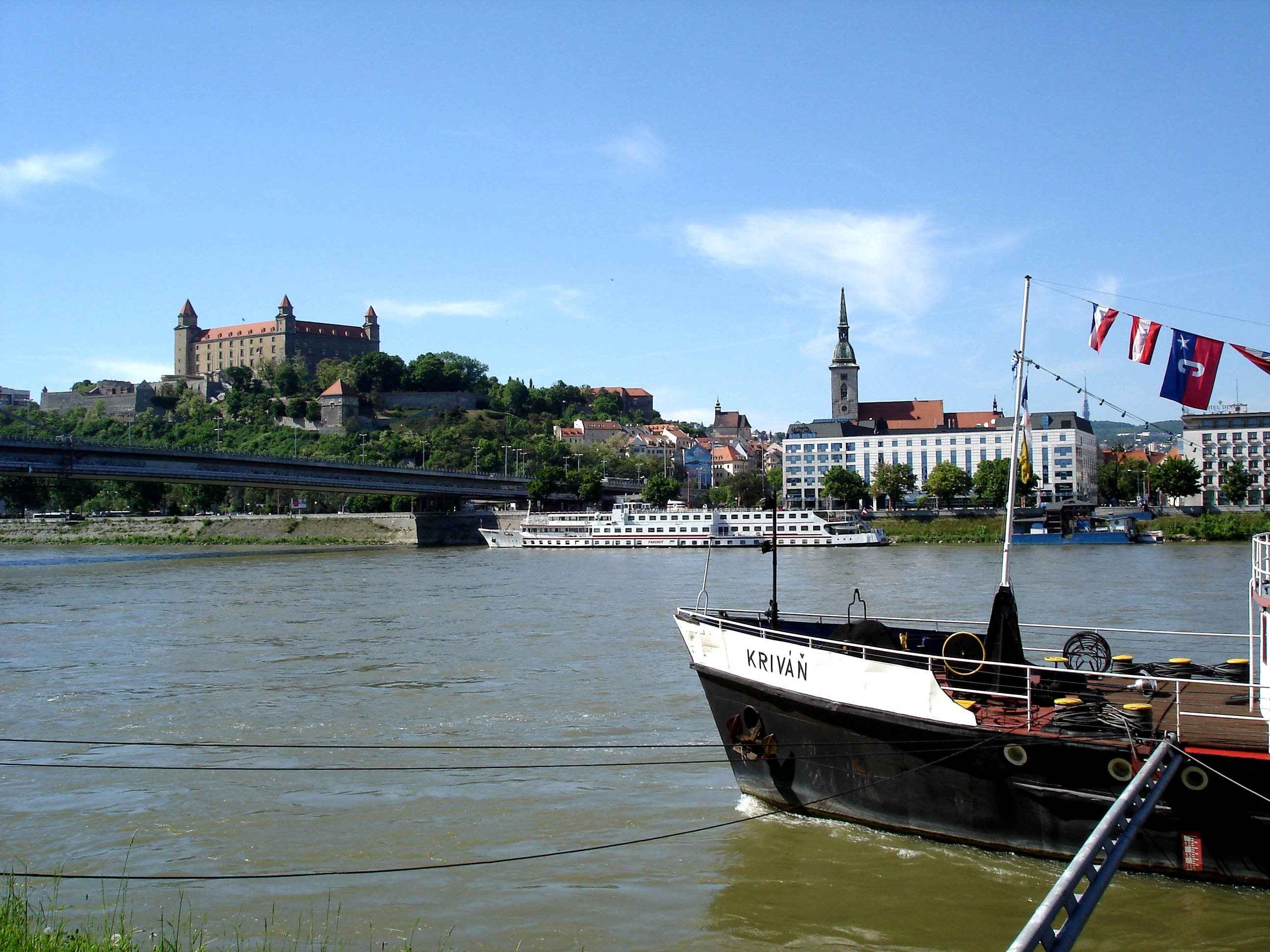
Bratislava, Slovaquie.

Le transport ferroviaire se compose principalement d'un réseau de chemin de fer dense et relativement décentralisé de 3 658 km. La majeure partie du réseau (3 512 km) est à écartement standard (1 435 mm), il existe en outre une ligne entre Košice et la frontière avec l'Ukraine à écartement large (1 520 mm) et quelques lignes actuellement essentiellement à vocation touristique avec un écartement étroit.
La plus importante ligne du pays relie Bratislava à Košice via Žilina.
| 190 180 170 160 150 140 130 120 110 171 172 173 188 127 191 |

## Transport routier
Le système routier de la Slovaquie est composé de 42 696 km de routes (sans compter les autoroutes et les voies rapides), parmi lesquels on trouve 3 341 km classées en première catégorie, 3 734 en deuxième, 10 401 en troisième et 25 220 km de routes locales (2000).
Le programme autoroutier est en cours de réalisation. En décembre 2007, il y a 368 km d'autoroute et 135 km de voies rapides. Il devait à terme relier Bratislava avec les cinq pays voisins.
| D1 D2 D3 D4 Légende: Vert - Autoroute en service Rouge - Autoroute en construction Violet - Autoroute planifiée |

### Transport fluvial
La principale artère fluviale est le Danube avec 172 km. Les autres voies navigables sont les basses parties de la Váh, ainsi que quelques kilomètres sur le Bodrog. Les deux ports principaux sont ceux de Bratislava et Komárno.

### Transport aérien
Le principal aéroport est situé à Bratislava. Des lignes intérieures existent entre ce dernier et les aéroports de Košice et de Poprad-Tatry.
| Bratislava Košice · Cassovie Poprad · Tatras Sliač Žilina |